# Rejon słobodo-turiński
Rejon słobodo-turiński (ros Слободо-Туринский район) – rejon będący jednostką podziału administracyjnego rosyjskiego obwodu swierdłowskiego

## Historia
Rejon słobodo-turiński znajduje się w południowo-wschodniej części obwodu swierdłowskiego i według statystyk z 2010 roku liczył 15 775 mieszkańców, podczas gdy kilka lat wcześniej liczba ta wynosiła 16 700 ludzi, a w 2002 roku jego populacja wynosiła 19 300 mieszkańców. Pierwsze rosyjskie osadnictwo pojawia się na tym terenie w 1622 roku, co urzędowo potwierdzają władze z Tobolska w 1646 roku. W XVIII wieku ziemie te podlegały pod administrację w Permie, a następnie w Tobolsku, wtedy też region ten otrzymuje własny samorząd. W 1773 roku ukończona zostaje budowa cerkwi Świętej Trójcy, a w 1837 roku powstaje prywatny zakład produkujący łodzie. Przed bolszewickim przewrotem w 1917 roku na tym terenie znajdowało się 8 cerkwi, 12 kaplic, 3 tawerny, 3 placówki opieki medycznej, w tym punkt szpitalny z 10 łóżkami. W szkołach pracowało 26 nauczycieli, ale 4/5 dzieci w wieku szkolnym nie pobierało nauki, większość dorosłych było analfabetami. W latach 1918–1919 tereny te podlegały władzy admirała Aleksandra Kołczaka. Zmiany przyszły wraz z zakończeniem wojny domowej i ugruntowaniem się bolszewickiej władzy. Jeszcze w 1920 roku powstaje pierwsza organizacja komsomolska, a rejon został sformowany w 1924 roku, jego populacja wynosiła wówczas 22 tysiące ludzi. W okresie sowieckim inwestowano głównie w rolnictwo, w czasach stalinowskich rejon przeszedł przez proces kolektywizacji. W 1962 roku rejon został zlikwidowany i włączony w obszar rejonu irbickiego, na administracyjne mapy powrócił w 1964 roku w granicach, które już nie uległy zmianie.

## Charakterystyka
Z północy na południe rejon rozciąga się na odległość 68 kilometrów, a z zachodu na wschód liczba ta wynosi 95 kilometrów. W skład rejonu wchodzi 45 osiedli ludzkich, centrum administracyjnym jest Turińskaja słoboda. Ma on głównie charakter rolniczy. Obecnie na terenie rejonu istnieje 45 zakładów rolniczych i przetwórczych. Zlokalizowane są tu 23 szkoły publiczne, 17 oddziałów przedszkolnych, 21 bibliotek oraz muzeum, ukazuje się tu także rejonowa gazeta. Rejon słobodo-turiński posiada własny herb oraz flagę, a użycie rejonowej symboliki regulowane jest przez specjalną ustawę.